# Жеус д'Олорон
Жеус д'Олорон (фр. Geüs-d'Oloron) насеље је и општина у југозападној Француској у региону Аквитанија, у департману Атлантски Пиринеји која припада префектури Олорон Сен Мари.
По подацима из 2011. године у општини је живело 218 становника, а густина насељености је износила 33,18 становника/km². Општина се простире на површини од 6,57 km². Налази се на средњој надморској висини од 183 метара (максималној 301 m, а минималној 167 m).

## Демографија
| 1962. | 1968. | 1975. | 1982. | 1990. | 1999. | 2011. |
| ----- | ----- | ----- | ----- | ----- | ----- | ----- |
| 178   | 194   | 196   | 201   | 201   | 199   | 218   |

График промене броја становника у току последњих година